# Saison 2020-2021 du Marseille Hockey Club
 (septembre 2020).
Si vous disposez d'ouvrages ou d'articles de référence ou si vous connaissez des sites web de qualité traitant du thème abordé ici, merci de compléter l'article en donnant les références utiles à sa vérifiabilité et en les liant à la section « Notes et références ».
 (septembre 2020).
Saison précédente Saison suivante
La saison 2020-2021 du Marseille Hockey Club est la neuvième de l'histoire du club.
L'équipe est entraînée par Luc Tardif Junior.

## Avant-saison
Après une saison décevante, et des résultats en dessous des attentes, le staff annonce le début d'un nouveau cycle. 
Seuls quatre joueurs sont prolongés : le capitaine Nicolas Deshaies, le gardien Benoît Niclot et les jeunes français Chausserie-Laprée et Villiot. Le club entérine la retraite de Thibault Geffroy (il continue en amateur avec Toulon en D3).
L'effectif est rajeuni : Tardif recrute des jeunes joueurs de NCAA ou NCAA D3 : Vorva, O'Sullivan, Coomes, Ferraro ou encore Lloyd. Pour tous, c'est leur premier contrat professionnel. Le club active également une filière russe avec la venue de trois attaquants : Makarov, Lebedev et Dmitritchev. 
Côté français, le club recrute des joueurs prometteurs : les défenseurs Colin Morillon de Briançon ou l'international U20 Lucas Villain. En attaque, le club mise sur Augustin Nalliod-Izacard (qui évoluait à Clermont après 3 saisons en Ligue Magnus avec Angers) et sur Gaëtan Villiot (qui rejoint son frère Benjamin après deux saisons en prêt à Chambéry). 
Après une saison d'absence, l'effectif retrouve un joueur letton : Maslovskis.

Au dernier moment, le club annonce quelques ajustements : les arrivées de Flavien Fondadouze qui rentre en France après 3 saisons en NA3HL (États-Unis) et de Thomas Raby, qui reste finalement chez les Spartiates ; cela porte à 5 le nombre de joueurs restant dans l'effectif. O'Sullivan et Ferraro ne sont pas conservés avant le début de la saison, ils sont remplacés par Tristan Thompson et Ivan Ďurač.
En octobre, le championnat est suspendu à cause du Covid. 4 joueurs quittent alors le club : Coomes, Ďurač, Lloyd et Thompson. 
Lorsque la saison reprend en janvier, ils sont remplacés par : Alexandre Raby (frère de Thomas), Artjoms Lapiks, Daniil Koulikov et Henri Ruotsalainen.

### Matchs amicaux
Avec une date de reprise décalée de 3 semaines, les matchs amicaux le sont également. Les Spartiates jouent leurs 4 matchs amicaux au cours du mois de septembre. 
Des cas de COVID-19 sont décelés au sein des Bélougas de Toulouse-Blagnac ; la rencontre du 12 septembre est annulée et remplacée par un match à l'Alp'Arena contre les Rapaces de Gap, avant d'aller jouer la Riviera Cup à Nice contre les Aigles et les Rapaces de Gap. 
Enfin, les hommes de Luc Tardif Jr retrouveront le POMGE pour un dernier match contre les Éléphants de Chambéry, une semaine avant la reprise de la saison.
Après l'arrêt provisoire de la saison en octobre, les Spartiates jouent un nouveau match amical en janvier contre les Vipers de Montpellier.

## Effectif
| No    | Nom                        | Nat. | Position         | Arrivée                                      |
| ----- | -------------------------- | ---- | ---------------- | -------------------------------------------- |
| +030, | Benoît Niclot              |      | Gardien de but   | 2015 - Pingouins de Morzine-Avoriaz-Les Gets |
| +031, | Hunter Vorva               |      | Gardien de but   | 2020 - Sabres de Marian                      |
| +008, | Aurélien Chausserie-Laprée |      | Défenseur        | 2019 - Étoile noire de Strasbourg            |
| +010, | Alexandre Raby             |      | Défenseur        | 2021 - Sangliers Arvernes de Clermont        |
| +011, | Artjoms Lapiks             |      | Défenseur        | 2021 - Rebels de Jamestown                   |
| +012, | Christian Lloyd – A        |      | Défenseur        | 2020 - Soaring Eagles d'Elmira               |
| +013, | Hugo Vasse                 |      | Défenseur        | 2020 - Rapaces de Gap U20                    |
| +015, | Louis Cirgues              |      | Défenseur        | Prêt - Rapaces de Gap                        |
| +018, | Lucas Villain              |      | Défenseur        | 2020 - Dragons de Rouen U20                  |
| +032, | Tristan Thompson           |      | Défenseur        | 2020 - Nanooks d'Alaska-Fairbanks            |
| +033, | Nicolas Deshaies – C       |      | Défenseur        | 2016 - Pingouins de Morzine-Avoriaz-Les Gets |
| +082, | Colin Morillon – A         |      | Défenseur        | 2020 - Diables rouges de Briançon            |
| +096, | Benjamin Villiot           |      | Défenseur/Ailier | 2017 - sans club                             |
| +002, | Tristan Brooks             |      | Centre           | 2020 - Comètes de Meudon                     |
| +007, | Joan Cerdà                 |      | Ailier           | 2020 - Ducs d'Angers U20                     |
| +009, | Daniil Koulikov            |      | Ailier           | 2021 - KH Zagłębie Sosnowiec                 |
| +012, | Maxence Bortino            |      | Ailier           | Prêt - Rapaces de Gap                        |
| +014, | Artiom Dmitritchev         |      | Centre           | 2020 - HK Riazan                             |
| +016, | Paul Joubert               |      | Centre           | Prêt - Rapaces de Gap                        |
| +019, | Logan Coomes               |      | Ailier           | 2020 - Nanooks d'Alaska-Fairbanks            |
| +021, | Augustin Nalliod-Izacard   |      | Centre           | 2020 - Sangliers Arvernes de Clermont        |
| +022, | Henri Ruotsalainen         |      | Ailier           | 2021 - EV Duisburg                           |
| +036, | Maksim Makarov             |      | Ailier           | 2020 - sans club                             |
| +043, | Aleksandr Lebedev          |      | Ailier           | 2020 - sans club                             |
| +055, | Flavien Fondadouze         |      | Centre/Ailier    | 2020 - Chill de Coulee Region                |
| +071, | Thomas Raby                |      | Ailier           | 2019 - Diables rouges de Briançon            |
| +077, | Gaëtan Villiot             |      | Ailier           | 2020 - Brûleurs de loups de Grenoble         |
| +088, | Rūdolfs Maslovskis – A     |      | Ailier/Centre    | 2020 - HK MOGO                               |
| +092, | Ivan Ďurač                 |      | Ailier           | 2020 - HC RT Torax Poruba                    |

Plusieurs joueurs évoluent également en licence bleue avec les Rapaces de Gap en Ligue Magnus.

## Tenues utilisées par l'équipe
| Tenue domicile | Tenue extérieur |

## Compétitions

### Championnat

#### Saison Régulière
La saison régulière est suspendue après 3 journées à cause des contraintes sanitaires. La saison reprend à la fin du mois de janvier sous la forme de poules géographiques.

##### Classement et statistiques

###### Classement
| Clt   | Équipe           | PJ | V | VP | D | DP | BP | BC | Diff | Pts     |
| ----- | ---------------- | -- | - | -- | - | -- | -- | -- | ---- | ------- |
| +001, | Strasbourg       | 11 | 7 | 3  | 1 | 0  | 46 | 28 | +18  | 29 (+2) |
| +002, | Marseille        | 11 | 8 | 0  | 2 | 1  | 63 | 31 | +32  | 27 (+2) |
| +003, | Mont-Blanc       | 11 | 5 | 0  | 3 | 3  | 41 | 35 | +6   | 19 (+1) |
| +004, | Chambéry         | 11 | 4 | 0  | 6 | 1  | 39 | 54 | -15  | 14 (+1) |
| +005, | Montpellier      | 10 | 2 | 1  | 6 | 1  | 28 | 39 | -11  | 10 (+1) |
| +006, | Épinal           | 7  | 3 | 0  | 4 | 0  | 25 | 25 | +0   | 9       |
| +007, | Clermont-Ferrand | 11 | 1 | 2  | 8 | 0  | 30 | 60 | -30  | 7       |

- Qualifié pour les demi-finales

##### Statistiques
| Équipe           | MJ | Supériorité numérique | Supériorité numérique | Supériorité numérique | Supériorité numérique | Infériorité numérique | Infériorité numérique | Infériorité numérique | Infériorité numérique |
| Équipe           | MJ | BPSUP                 | NB                    | %                     | BCSUP                 | BCINF                 | NB                    | %                     | BPINF                 |
| ---------------- | -- | --------------------- | --------------------- | --------------------- | --------------------- | --------------------- | --------------------- | --------------------- | --------------------- |
| Chambéry         | 11 | 6                     | 45                    | 13.33                 | 3                     | 11                    | 39                    | 71.79                 | 0                     |
| Clermont-Ferrand | 11 | 7                     | 45                    | 15.56                 | 2                     | 16                    | 52                    | 69.23                 | 2                     |
| Épinal           | 7  | 4                     | 30                    | 13.33                 | 2                     | 7                     | 29                    | 75.86                 | 1                     |
| Marseille        | 11 | 12                    | 46                    | 26.09                 | 1                     | 5                     | 44                    | 88.64                 | 7                     |
| Mont-Blanc       | 11 | 12                    | 55                    | 21.82                 | 4                     | 8                     | 55                    | 85.45                 | 2                     |
| Montpellier      | 10 | 7                     | 47                    | 14.89                 | 2                     | 7                     | 39                    | 82.05                 | 2                     |
| Strasbourg       | 11 | 13                    | 39                    | 33.33                 | 0                     | 7                     | 49                    | 85.71                 | 0                     |

## Statistiques

### Statistiques collectives
| Compétition     | Débute au tour | Termine | Matches joués | Victoires | Victoires prl/tab | Défaites | Défaites prl/tab | Buts pour | Buts contre | Différence |
| --------------- | -------------- | ------- | ------------- | --------- | ----------------- | -------- | ---------------- | --------- | ----------- | ---------- |
| Poule Est       | -              | -       | 11            | 8         | 0                 | 2        | 1                | 63        | 31          | +32        |
| Final Four      | Demi-finale    | Finale  | 2             | 2         | 0                 | 0        | 0                | 10        | 3           | +7         |
| Coupe de France | Premier tour   | -       | 1             | 1         | 0                 | 0        | 0                | 17        | 1           | +16        |
| Total           | -              | -       | 14            | 11        | 0                 | 2        | 1                | 90        | 35          | +55        |

## Résumé de la saison

### Un faux départ
La saison s'est jouée en deux temps. La première partie est difficile, avec une préparation tronquée à cause des conditions sanitaires. Les Spartiates ne jouent que deux matchs de préparation. Le début du championnat à Chambéry est un remake du dernier match de préparation : victoire de l'équipe à domicile en prolongation. 
Par la suite, les Spartiates arrachent une victoire aux tirs au but contre Neuilly-sur-Marne, grâce notamment à 100% d'arrêts de leur gardien Vorva lors de la séance de tirs. Le déplacement à Cholet est une défaite : 6 à 2. Fin octobre, la France entière est reconfinée et le championnat s'arrête.

### Une reprise réussie
A la fin du mois de janvier, la compétition reprend sous un nouveau format. Deux poules géographiques de 7 équipes, 12 matchs et des phases finales en suspens.
Luc Tardif réussit à programmer un match amical avant la reprise mais les Spartiates font face à des Vipers de Montpellier diminués.
Durant le championnat les Spartiates réussissent mieux qu'avant la coupure. Strasbourg ne leur réussit pas (deux défaites en fin de match ou en prolongation), et le déplacement au Mont-Blanc se solde sur une défaite. Avec un bilan de 8 victoires pour 3 défaites (un match non joué pour raisons sanitaires), les Spartiates se qualifient en demi-finale.

### Final Four
La phase finale a lieu sous la forme d'un Final Four. Les deux premiers de chaque poule sont qualifiés pour des demi-finales à l'Aren'ice de Cergy-Pontoise, avec  une finale le lendemain. 
Marseille affronte Nantes, premiers de la poule Ouest, en ouverture de ce Final Four. Marseille prend rapidement les devants dans ce match, mais ses joueurs n'arrivent pas à conserver leur avance, et sont dépassés dans le tiers médian. Les Spartiates égalisent, puis enfoncent le clou avec 3 buts dans les dix dernières minutes du match . 
En finale, ils joueront une nouvelle fois contre l'Étoile noire de Strasbourg.
Après deux défaites lors de la phase de poule, les Spartiates ne sont pas favoris. 
Ayant bénéficié de plus de repos que leurs adversaires, les Marseillais démarrent fort avec un premier but au bout de six minutes de jeu. Dans le deuxième tiers (souvent leur point faible durant la saison), les coéquipiers de Nicolas Deshaies s'appliquent, portent leur avance à 3 buts, avant de voir Strasbourg marquer dans la dernière minute de la période. En fin de match, la fatigue se fait sentir chez les Alsaciens et les Provençaux en profitent pour marquer encore 2 fois.
Les Spartiates de Marseille remportent leur premier titre depuis la création du club en 2012.

## Retransmissions télévisuelles
Le club est toujours suivi par son partenaire FBR Production pour l'Odyssée des Spartiates. Les matchs sont retransmis à la fois sur Fanseat et par le club sur les réseaux sociaux, grâce à une autorisation de la fédération pour compenser le huis clos de la saison.
Le carré final est retransmis en direct sur la chaîne Sport en France. Les Spartiates qui jouent la première demi-finale contre les Corsaires de Nantes sont l'une des deux premières équipes de Division 1 à être diffusées en direct à la télévision.

## Bilan
Dans une saison sans réel enjeu sportif, puisque sans montée et sans descente, les Spartiates sont restés impliqués, pour finir champions. Avec la meilleure attaque du championnat en phase de poule, l'efficacité offensive des hommes de Luc Tardif les a tiré vers le haut. 
Le club continue de renforcer son partenariat avec les Rapaces de Gap, à l'image des 9 matchs joués en Ligue Magnus par des jeunes marseillais et des 9 matchs joués avec les Spartiates pour des jeunes gapençais.